# 아랍의 겨울
아랍의 겨울(Arab Winter)이란 2011년 아랍의 봄 이후 아랍 일대에서 벌어지고 있는 광범위한 혼란과 폭력과 사회불안정 사태를 가리키는 말이다. 아랍의 겨울에는 시리아 내전, 이라크 내전, 이집트 위기, 예멘 내전이 모두 포함된다. 권위주의가 복고되고 자유 민권이 억압되고 있으며, 이슬람 극단주의와 테러 단체가 곳곳에서 준동하고 있다. 2013년 7월 3일 이집트에서 혁명 이후 군사정부가 들어선 것을 더러 아랍의 봄이 목표로 했던 것과는 정반대의 결과로 기능하는 "군사적 겨울(military winter)"이라고 했다. 레바논, 바레인, 리비아 역시 아랍의 겨울의 영향권에 들어 있다. 리비아는 시리아와 함께 내전이라는 가장 극단적인 "겨울"의 모습을 보여주고 있다. 또한 말리 북부 분쟁까지 포함해 "이슬람주의의 겨울(Islamist Winter)"이라는 표현도 사용된다.
아랍의 겨울은 복수의 지역에서 내란과 내전이 발생하고, 사회가 불안정해지며, 아랍 지역의 경제와 인구가 쇠퇴하고, 인종주의와 종교적 종파주의가 판을 치는 것으로 특징지어진다. 베이루트 아메리카 대학교의 연구에 따르면 2014년 여름 현재 아랍의 겨울로 인해 발생한 사망자는 거의 25만 명에 달하고 난민들은 수백만 명을 넘는다. 모셰 다얀 중동 및 아프리카 연구 센터에 따르면 2014년 1월 현재 아랍의 겨울로 인해 발생한 사회적 손실비용은 미화 약 8천억 달러이다. 2014년 현재 시리아, 이집트, 이라크, 요르단, 레바논, 터키 지역에서 인도적 지원을 필요로 하는 사람의 수는 1천 5백만 명에 이른다.
아랍의 겨울의 가장 극단적 사례는 시리아이다. 바샤르 알 아사드 대통령의 독재에 반대하여 일어난 시위에 알누스라 전선 등의 이슬람주의 집단이 개입하고, 자유 시리아군의 부패와 범죄가 밝혀지면서 이슬람주의자들의 입지가 강화되었다. 그리하여 시리아는 독재정부와 반정부 반군과 이슬람주의 테러리스트들의 삼파내전에 휩싸이게 되었으며, 그 여파는 이웃나라인 레바논과 이라크까지 번지고 있다. 이집트에서는 무함마드 무르시가 대통령직에서 축출하고 새로 대통령이 된 압델 파타 엘시시가 무슬림 형제단에 반대하는 정책을 펼치고 있다. 리비아는 협상이 결렬된 뒤 국가의 권위가 될 수 있는 존재가 없는 상태에서 수많은 민병대와 부족민들이 할거하며 내란사태에 돌입했다. 튀니지에서도 정부의 교체를 포함하여 갖은 변화가 일어나고 있다.

## 같이 보기
- 2018년 아랍 시위